# تشمن لال
تشمن لال (بالإنجليزية: Chaman Lal)‏ (27 أغسطس 1947)؛ روائي هندي.